# Stenostephanus glaber
Stenostephanus glaber är en akantusväxtart som först beskrevs av Emery Clarence Leonard, och fick sitt nu gällande namn av T.F. Daniel. Stenostephanus glaber ingår i släktet Stenostephanus och familjen akantusväxter. Inga underarter finns listade i Catalogue of Life.